# Lanceur partant
Au baseball, un lanceur partant est un lanceur qui commence la partie en lançant la balle au premier frappeur de l'équipe adverse. Dans les Ligues majeures de baseball, les équipes emploient généralement cinq lanceurs partants et chacun commence une partie tous les cinq jours. Ainsi, les lanceurs partants ne peuvent jouer que 35 des 162 parties par saison, parce qu'ils jouent un maximum de 20 % des parties. Les lanceurs de relève peuvent enregistrer plus de 80 apparitions par saison, mais ne lancent en moyenne qu'une manche par apparition, et lancent rarement plus de 100 manches.

## Histoire du lanceur partant
Au XIXe siècle les équipes n'employaient que 2 lanceurs partants chacune. Ainsi les lanceurs pouvaient jouer plus de 50 parties sur environ 110. De ce fait, les lanceurs accumulaient plus de victoires, plus de défaites et plus de manches en comparaison avec l'ère moderne. Charles Radbourn, par exemple, a joué 75 des 112 parties jouées par les Providence Grays en 1884. Il a établi le record de victoires avec 60 victoires en une saison, alors que de nos jours les lanceurs ne jouent que 30 ou 35 parties par saison.
Depuis 1900, le nombre de lanceurs employés par les équipes a augmenté et aujourd'hui il y a souvent 11 lanceurs par équipe, dont 5 lanceurs partants. Depuis 1900, le nombre de manches, de victoires et de défaites a continuellement diminué. De nos jours, un lanceur ne peut lancer que 240 manches par saison, en comparaison avec les 6782⁄3 manches lancées par Radbourn en 1884.
De plus, le nombre de matchs complets a également diminué, avec plus d'apparitions par les lanceurs de relève. 41 lanceurs ont enregistré 300 matchs complets dans les Ligues majeures, depuis 1980 le meilleur total est 118 par Roger Clemens.

## Statistiques importantes
- Victoires : pour enregistrer une victoire, le lanceur partant doit lancer au moins 5 manches, mener au moment où il quitte le match, et l'équipe ne doit pas perdre le match après son départ. Les victoires sont plus importantes pour les lanceurs partants parce que le score est toujours à égalité (0 à 0) au début de la partie. De plus, il doit enregistrer 5 des 9 manches. Le nombre de victoires n'est pas toujours une bonne indication pour les lanceurs parce qu'il dépend du nombre de points que sa propre équipe marque et du nombre de points permis par les lanceurs de relève. Un lanceur peut gagner une partie 11 points à 10 ou perdre une partie 1 point à 0.

- Défaites : pour que le lanceur partant enregistre une défaite, son équipe doit être menée au score au moment où il quitte la partie, sans que son équipe gagne la partie après son départ. Il n'est pas obligé de lancer 5 manches. Le nombre de victoires et de défaites sert aussi à calculer le pourcentage de victoires. Par exemple, 6 victoires pour 4 défaites représente un pourcentage de 60 %.

- Moyenne de points mérités : la moyenne de points mérités est calculée en divisant le nombre de points mérités permis par le nombre de manches lancées, puis en multipliant par 9 parce qu'il y a 9 manches par match. Par exemple, 7 points permis en 18 manches donne une moyenne de 3,50. Cependant, la moyenne n'indique pas la distribution des points permis. Une seule partie où le lanceur permet 10 points peut rapidement augmenter la moyenne.

## Leaders de la Ligue majeure de baseball
- Victoires: 511 (Cy Young)
- Défaites: 316 (Cy Young)
- Manches lancées: 73542⁄3 (Cy Young)
- Matchs commencés: 815 (Cy Young)
- Matchs complets: 749 (Cy Young)

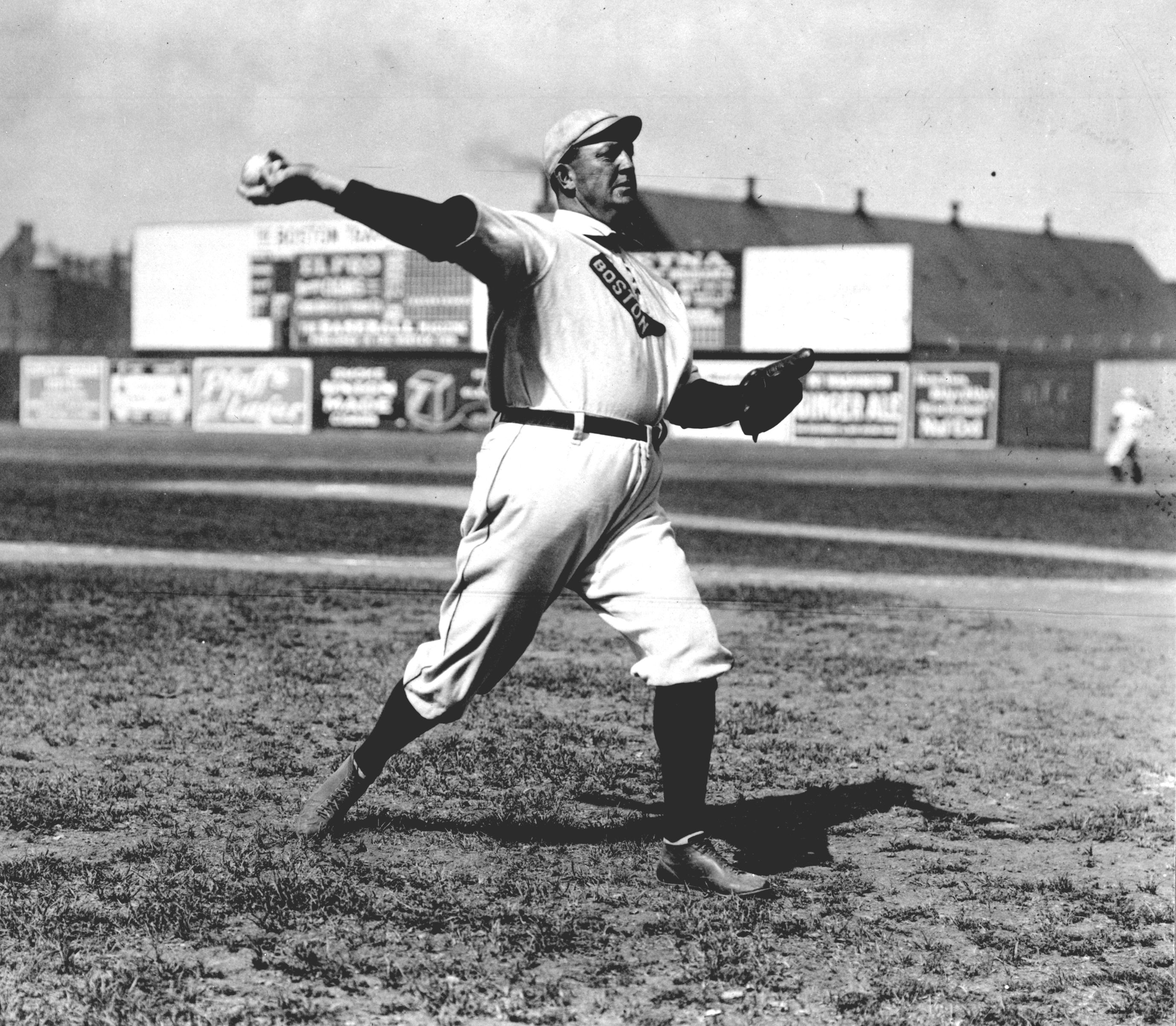
Cy Young détient le record pour le plus grand nombre de victoires par un lanceur partant de la LMB.

- Blanchissages: 110 (Walter Johnson)
- Moyenne de points mérités: 1,82 (Ed Walsh)
- Retraits sur les prises: 5714 (Nolan Ryan)

### Depuis 1950
- Victoires: 355 (Greg Maddux)
- Défaites: 292 (Nolan Ryan)
- Manches lancées: 54041⁄3 (Phil Niekro)
- Matchs commencés: 773 (Nolan Ryan)
- Matchs complets: 310 (Warren Spahn)[3]
- Blanchissages: 61 (Nolan Ryan)
- Moyenne de points mérités: 2,43 (Clayton Kershaw)
- Retraits sur les prises: 5714 (Nolan Ryan)